# ホームラン (雑誌)
ホームランは、1977年に日本スポーツ出版社から創刊された日本の野球専門誌である。2007年に休刊したが、2008年に廣済堂出版から復刊し、同年秋より同社の後身である廣済堂あかつき出版事業部から発行されている。2011年からは廣済堂あかつきから分社化した廣済堂出版から発行されている。1990年代頃から2008年5月号までは題字を『ホームラン GRAFFITI』と表記していた。
2021年7月を最後に廣済堂出版での発行を終了し、同年9月より発行元は東京の出版社「ミライカナイ」が引き継いだ。
本項では、2009年まで同誌増刊号（2008年のみ『ネットマネー』増刊）として発行し、2010年以降は同誌から独立して発行しているプロ野球選手名鑑『12球団全選手カラー百科名鑑（12きゅうだんぜんせんしゅカラーひゃっかめいかん）』についても記述する。

## 歴史・概要

### 日本スポーツ出版社時代
1977年5月、『月刊野球党（げっかんやきゅうとう）』という題号で創刊。1979年途中に現在の題号へ変更された。
月刊としているが、概ね合併号として年6回程度発行している（このほか増刊も発行）。主に日本のプロ野球や高校野球の話題について、毎回1つのテーマにスポットを当て掲載している。特に高校野球シーズンにはその大会の展望や回顧の特集記事を組んでいる。
2007年3月15日、日本スポーツ出版社前社長である前田大作の不祥事により、休刊が発表。2月15日に『12球団全選手カラー百科名鑑2007』として発売された3月号増刊（31巻3号通算307号）が日本スポーツ出版社からの最後の発行号となった（増刊以外は、2+3月号=31巻2号通算306号）。

### 廣済堂出版時代
2008年、廣済堂出版に版元を変え復刊（新装刊）された。当初は『ネットマネー』の増刊として、2月2日に2月号増刊および『ホームラン』新装刊準備号として『第80回センバツ大会2008総合展望』、2月15日に3月号増刊として『12球団全選手カラー百科名鑑2008』をそれぞれ発売。3月5日発売の4月号『2008プロ野球開幕直前!』より正式に復刊された（復刊後のバックナンバーも、ここから計算している）。2008年10月1日、廣済堂出版と暁教育図書の合併に伴い、廣済堂あかつきとなり、同社の出版事業部へ版元が移行した（表紙・背表紙の発行元クレジットは「廣済堂出版」のまま）。移行後第1号は、10月9日発行の11月号。2011年に廣済堂あかつきから分社化した廣済堂出版に戻った。
2010年代以降は、春先に発行される12球団全選手百科名鑑号以外は、ほぼ高校野球に特化した内容となっている（下記外部リンク「ホームラン」参照）。

## 12球団全選手カラー百科名鑑
12球団全選手カラー百科名鑑とは、毎年プロ野球シーズン開幕前（概ね2月後半頃）に発行している日本プロ野球（NPB限定）の選手名鑑である。『プロ野球12球団全選手カラー百科名鑑（プロやきゅう12きゅうだんぜんせんしゅカラーひゃっかめいかん）』『プロ野球12球団全選手百科名鑑（プロやきゅう12きゅうだんぜんせんしゅひゃっかめいかん）』とも表記。2022年からは『ホームラン』と同じくミライカナイから発行されている。

### 名鑑の歴史
ホームランと同じく1977年から発行。初期の頃は『プロ野球百科名鑑（プロやきゅうひゃっかめいかん）』として発行。1978年には2月号増刊として発行。1979年より『プロ野球12球団全選手百科名鑑』のタイトルで3月号増刊として発行されるようになった（この年より、編集はデポルテが担当）。
また、1999年までは、基本的にモノクロ誌面で掲載し、並行する形でカラー写真を掲載した『プロ野球カラー写真名鑑（プロやきゅうカラーしゃしんめいかん）』をホームランの4月号、4・5月合併号、4月号増刊、5月号増刊のいずれかで発行していた。2000年より「カラー写真名鑑」を吸収する形で現名称に改称。
2007年までは日本スポーツ出版社からの発行だったが、2008年よりホームランとともに廣済堂出版（2009年より廣済堂あかつき）から発行している。2008年版は『ホームラン』の題字を入れながらも、『ネットマネー』3月号増刊として発行。2009年は再びホームラン3月号増刊として発行したが、2010年より「廣済堂ベストムック」シリーズの一冊として発行している。
2011年は、「ホームラン特別編集」のクレジットを入れた上で発行。また、姉妹版として『12球団全選手データ百科名鑑2011』も並行して発行（データ百科名鑑の方は、デポルテは関わっていない）。
2022年から発行元がミライカナイに変更となり、名鑑部分のレイアウトが大幅に変更された。

### 名鑑の内容
発行号ごとのタイトルは西暦の年度が入るスタイルをとっており、1999年版までは始めに入り（下二桁表示）、2000年版より後ろに入る（例：'XXプロ野球12球団全選手百科名鑑、12球団全選手カラー百科名鑑20XX）。最終ページでのクレジットは、2000年版以降も始めに西暦を入れていた（下二桁ではない）。
文字通り、NPB全12球団に所属する選手（監督・コーチも含む）をカラーの顔写真付きで紹介しているのが特徴（1999年まで、カラー版以外の通常誌面はモノクロだった）。1980年代に入ると各選手通常の掲載方法に加えて主力選手は写真、紹介サイズが大きく（1977年の刊行時もこのスタイルであった）、実績がない主にファームの選手は球団巻末に極めて小さいスペースとなった。2002年前後、一部球団で大サイズ選手の寸評欄は、特筆するほどでもないデータ（対戦チーム毎の勝ち星や打率が多い）をただ羅列するだけというものになっていた。新人選手は基本的に通常サイズで掲載するが、ドラフト外や新人多数の年で下位指名は巻末小サイズであった。また併せて各球団の巻末には退団者一覧（移籍や球団職員は行き先も）、打撃投手、ブルペン捕手が文字のみで掲載された。また、フルカラーではないが、2色（または、3色）印刷（2000年代途中まではモノクロ）のページにおいて、テレビ・ラジオ中継の解説者・実況アナウンサーの名鑑、試合（オープン戦・公式戦）の日程、公式戦開催球場ガイド、歴代の主要な個人成績など諸記録のデータベースも掲載している。
球団紹介とともに各球団歌・公式応援歌の歌詞も掲載している（一部例外あり）。この原則に基づいてか、例えば中日ドラゴンズに関しては2020年まで、非常に著名でありラッキーセブン演奏曲でもある「燃えよドラゴンズ!」や、球団歌の「勝利の叫び」「昇竜 -いざゆけ ドラゴンズ-」ではなく「嵐の英雄」を掲載していた。このため、この選手名鑑は今日において事実上廃止された「嵐の英雄」を目にすることができる数少ない書誌であった。
| 球団名                       | 球団歌・公式応援歌 （括弧内は位置づけと制定年）                                                                 | 掲載曲 （括弧内は制定年、左と同じものは割愛） | 主な応援歌 (ラッキーセブン演奏曲、括弧内は使用開始年) |
| ---------------------------- | --- | --------------------------------------------- | ----------------------------------------------------- |
| 福岡ソフトバンクホークス     | いざゆけ若鷹軍団（公式応援歌、1989 ‐ 2004→球団歌、2005 - ）                                                     | いざゆけ若鷹軍団                              | いざゆけ若鷹軍団                                      |
| 北海道日本ハムファイターズ   | ファイターズ讃歌（球団歌・公式応援歌、1974 - ）                                                                 | ファイターズ讃歌                              | ファイターズ讃歌                                      |
| 埼玉西武ライオンズ           | 地平を駈ける獅子を見た（球団歌、1979 - ）                                                                       | 吠えろライオンズ（公式応援歌、1996 - ）       | 吠えろライオンズ                                      |
| オリックス・バファローズ     | SKY（球団歌、2005 - ）                                                                                          | SKY                                           | SKY                                                   |
| 東北楽天ゴールデンイーグルス | 羽ばたけ楽天イーグルス（球団歌、2005 - ）                                                                       | 羽ばたけ楽天イーグルス                        | 羽ばたけ楽天イーグルス                                |
| 千葉ロッテマリーンズ         | We Love Marines（球団歌、1992 - ）                                                                              | We Love Marines                               | We Love Marines                                       |
| 中日ドラゴンズ               | 勝利の叫び（球団歌、1978 - 2015） 昇竜 -いざゆけ ドラゴンズ-（球団歌、2015 - ） 嵐の英雄（公式応援歌、1997 - ） | 昇竜 -いざゆけ ドラゴンズ-                    | 燃えよドラゴンズ!（応援歌、2002 - ）                  |
| 東京ヤクルトスワローズ       | とびだせヤクルトスワローズ（球団歌、1975 - 2008） We Are The Swallows（球団歌、2009 - ）                        | We Are The Swallows                           | 東京音頭（1978 - ）                                   |
| 読売ジャイアンツ             | 巨人軍の歌（球団歌、1963 - ）                                                                                   | 巨人軍の歌                                    | 巨人軍の歌                                            |
| 阪神タイガース               | 阪神タイガースの歌（球団歌、1936 - ）                                                                           | 阪神タイガースの歌                            | 阪神タイガースの歌                                    |
| 広島東洋カープ               | それ行けカープ 〜若き鯉たち〜（球団歌、1975 - ）                                                                | 燃える赤ヘル僕らのカープ                      | それ行けカープ 〜若き鯉たち〜                         |
| 横浜DeNAベイスターズ         | 熱き星たちよ（球団歌、1993 - ）                                                                                 | 熱き星たちよ                                  | 熱き星たちよ                                          |

| 球団名                     | 球団歌・公式応援歌                                                                         | 掲載曲                   | 主な応援歌 (ラッキーセブン演奏曲)                                        |
| -------------------------- | ------------------------------------------------------------------------------------------ | ------------------------ | ------------------------------------------------------------------------ |
| 大阪近鉄バファローズ       | 大阪近鉄バファローズの歌（球団歌、1975 ‐ 2004） ドリーム&パワー（公式応援歌、2000 ‐ 2004） | 大阪近鉄バファローズの歌 | 炎（も）えろ! 近鉄バファローズ（ ‐ 1999） ドリーム&パワー（2000 ‐ 2004） |
| オリックス・ブルーウェーブ | 輝け潮流（球団歌、1991 - 1999） ビクトリーマーチ（球団歌、2000 ‐ 2004）                    | 輝け潮流                 | 輝け潮流（1991‐1999） ビクトリーマーチ（2000‐ 2004）                     |

第1号のアナウンサー紹介文は、元CBCアナウンサーの宇井昇が手掛けた。
姉妹版として刊行された『12球団全選手データ百科名鑑2011』には、解説者・アナウンサー名鑑は掲載していない。